# Авдия, Дени
Дени Авдия (ивр. דני אבדיה‎; род. 3 января 2001, Тель-Авив, Израиль) — израильский профессиональный баскетболист, играющий на позиции лёгкого форварда. Выступает за баскетбольный клуб «Портленд Трэйл Блэйзерс» и сборную Израиля.

## Карьера
Авдия начал заниматься баскетболом в 8 лет. Он выступал за молодёжную команду «Бней-Герцлии», а в 2013 году он перебрался в «Маккаби» (Тель-Авив). Несколько лет Дени играл в молодёжной системе тель-авивского клуба. В 2017 году Авдия подписал 6-летний контракт с «Маккаби» и начал профессиональную карьеру. Дени стал самым молодым дебютантом в истории «Маккаби». Первый матч в чемпионате Израиля он провёл в возрасте 16 лет и 320 дней.
В августе 2018 года Авдия принял участие в европейском лагере «Баскетбол без границ» в Белграде, где его признали MVP. После этого мероприятия заокеанские скауты начали очень пристально следить за Дени. В феврале 2019 года Авдия участвовал уже в американском лагере «Баскетбол без границ» в Шарлотт и снова стал MVP.
В молодёжной Евролиге 2018/2019 Авдия набирал 24,7 очка, 6,7 передачи, 12,0 подбора и 1,7 перехвата при рейтинге эффективности 29,7 балла. Его включили в первую сборную этого турнира.
Дени Авдия был выбран под 9 пиком в 1 раунде драфта НБА 2020 года клубом «Вашингтон Уизардс».  Авдия подписал контракт новичка с «Уизардс» 1 декабря 2020 года.
6 июля 2024 года Авдия был отдан в «Портленд Трэйл Блэйзерс» в обмен на Буба Кэррингтона, Малкольма Брогдона и несколько драфт-пиков. 2 марта 2025 года в игре против «Кливленд Кавальерс» оформил свой первый трипл-дабл в карьере.

## Сборная Израиля
В июле 2018 года Авдия в составе молодёжной сборной Израиля выиграл золотую медаль на чемпионате Европы (до 20 лет). Он набирал в среднем 12,7 очка, 6,4 подбора, 1,1 передачи, 1,3 перехвата за игру и был включён в сборную турнира.
В июле 2019 года Авдия помог израильской сборной (до 20 лет) выиграть чемпионат Европы второй год подряд. Он был признан «Самым ценным игроком» турнира. Дени набрал 26 очков, 11 подборов и 5 перехватов в 1/2 финала против Франции и 23 очка, 7 передач и 5 подборов в финальном противостоянии с Испанией.
21 февраля 2019 года Авдия дебютировал в национальной сборной Израиля в матче квалификации чемпионата мира против Германии.

## Личная жизнь
Дени Авдия родился в Тель-Авиве. Его отец Зуфер Авдия — бывший сербский баскетболист, а мать Шарон Арци — легкоатлетка из Израиля. Зуфер был капитаном «Црвены звезды» в 1980-х годах и выступал за сборную Югославии, в составе которой завоевал бронзовую медаль на чемпионате мира 1982 года. В 1990-х Зуфер играл за израильские клубы. В этой стране он и обосновался после завершения карьеры, заведя семью.

## Достижения

### Клубные
- Чемпион Израиля (2): 2017/2018, 2018/2019

### Сборная Израиля
- Победитель чемпионата Европы (до 20 лет) (2): 2018, 2019

## Статистика

### Статистика в НБА
| Сезон                                                                                    | Команда   | Регулярный сезон | Регулярный сезон | Регулярный сезон | Регулярный сезон | Регулярный сезон | Регулярный сезон | Регулярный сезон | Регулярный сезон | Регулярный сезон | Регулярный сезон | Регулярный сезон | Серия плей-офф | Серия плей-офф | Серия плей-офф | Серия плей-офф | Серия плей-офф | Серия плей-офф | Серия плей-офф | Серия плей-офф | Серия плей-офф | Серия плей-офф | Серия плей-офф |
| Сезон                                                                                    | Команда   | GP               | GS               | MPG              | FG%              | 3P%              | FT%              | RPG              | APG              | SPG              | BPG              | PPG              | GP             | GS             | MPG            | FG%            | 3P%            | FT%            | RPG            | APG            | SPG            | BPG            | PPG            |
| ---------------------------------------------------------------------------------------- | --------- | ---------------- | ---------------- | ---------------- | ---------------- | ---------------- | ---------------- | ---------------- | ---------------- | ---------------- | ---------------- | ---------------- | -------------- | -------------- | -------------- | -------------- | -------------- | -------------- | -------------- | -------------- | -------------- | -------------- | -------------- |
| 2020/21                                                                                  | Вашингтон | 54               | 32               | 23,3             | 41,7             | 31,5             | 64,4             | 4,9              | 1,2              | 0,6              | 0,3              | 6,3              | Не участвовал  | Не участвовал  | Не участвовал  | Не участвовал  | Не участвовал  | Не участвовал  | Не участвовал  | Не участвовал  | Не участвовал  | Не участвовал  | Не участвовал  |
| 2021/22                                                                                  | Вашингтон | 82               | 8                | 24,2             | 43,2             | 31,7             | 75,7             | 5,2              | 2,0              | 0,7              | 0,5              | 8,4              | Не участвовал  | Не участвовал  | Не участвовал  | Не участвовал  | Не участвовал  | Не участвовал  | Не участвовал  | Не участвовал  | Не участвовал  | Не участвовал  | Не участвовал  |
| 2022/23                                                                                  | Вашингтон | 76               | 40               | 26,6             | 43,7             | 29,7             | 73,9             | 6,4              | 2,8              | 0,9              | 0,4              | 9,2              | Не участвовал  | Не участвовал  | Не участвовал  | Не участвовал  | Не участвовал  | Не участвовал  | Не участвовал  | Не участвовал  | Не участвовал  | Не участвовал  | Не участвовал  |
| 2023/24                                                                                  | Вашингтон | 75               | 75               | 30,1             | 50,6             | 37,4             | 74,0             | 7,2              | 3,8              | 0,8              | 0,5              | 14,7             | Не участвовал  | Не участвовал  | Не участвовал  | Не участвовал  | Не участвовал  | Не участвовал  | Не участвовал  | Не участвовал  | Не участвовал  | Не участвовал  | Не участвовал  |
| 2024/25                                                                                  | Портленд  | 72               | 54               | 30,0             | 47,6             | 36,5             | 78,0             | 7,3              | 3,9              | 1,0              | 0,5              | 16,9             | Не участвовал  | Не участвовал  | Не участвовал  | Не участвовал  | Не участвовал  | Не участвовал  | Не участвовал  | Не участвовал  | Не участвовал  | Не участвовал  | Не участвовал  |
|                                                                                          | Всего     | 359              | 209              | 27,0             | 46,2             | 33,7             | 75,3             | 6,2              | 2,8              | 0,8              | 0,4              | 11,3             | Не участвовал  | Не участвовал  | Не участвовал  | Не участвовал  | Не участвовал  | Не участвовал  | Не участвовал  | Не участвовал  | Не участвовал  | Не участвовал  | Не участвовал  |
| Наведите курсор мыши на аббревиатуры в заголовке таблицы, чтобы прочесть их расшифровку. |           |                  |                  |                  |                  |                  |                  |                  |                  |                  |                  |                  |                |                |                |                |                |                |                |                |                |                |                |

### Статистика в других лигах
| Сезон | Команда                    | Лига                                             | GP  | GS | MPG  | FG%  | 3P%  | FT%   | RPG  | APG | SPG | BPG | PFL | TOV | PPG  |
| --- | -------------------------- | ------------------------------------------------ | --- | -- | ---- | ---- | ---- | ----- | ---- | --- | --- | --- | --- | --- | ---- |
| 2017/18 | Маккаби (Тель-Авив)        | Чемпионат Израиля                                | 3   | 0  | 2,0  | 0,0  | 0,0  | 50,0  | 0,0  | 0,3 | 0,0 | 0,0 | 0,7 | 0,7 | 0,3  |
| 2018/19 | Все клубы                  | Все лиги                                         | 51  | 9  | 12,5 | 43,8 | 27,7 | 51,2  | 3,0  | 1,4 | 0,7 | 0,2 | 1,7 | 1,0 | 6,1  |
| 2018/19 | Маккаби (Тель-Авив)        | Чемпионат Израиля                                | 33  | 1  | 9,0  | 48,7 | 26,8 | 33,3  | 1,6  | 0,6 | 0,3 | 0,2 | 1,7 | 0,5 | 2,9  |
| 2018/19 | Маккаби (Тель-Авив)        | Евролига                                         | 8   | 0  | 6,4  | 44,4 | 50,0 | 100,0 | 1,5  | 0,3 | 0,1 | 0,0 | 0,9 | 0,1 | 3,9  |
| 2018/19 | Маккаби (Тель-Авив) (мол.) | Турнир в Мюнхене                                 | 4   | 4  | 34,2 | 44,2 | 33,3 | 51,4  | 11,0 | 6,0 | 3,8 | 0,5 | 3,0 | 3,8 | 24,3 |
| 2018/19 | Маккаби (Тель-Авив)        | Турнир в Задаре                                  | 3   | 1  | 13,8 | 41,7 | 22,2 | 50,0  | 3,0  | 1,0 | 1,0 | 0,0 | 1,7 | 0,3 | 4,3  |
| 2018/19 | Маккаби (Тель-Авив) (мол.) | Euroleague Basketball Next Generation Tournament | 3   | 3  | 37,4 | 38,0 | 18,9 | 68,4  | 12,0 | 6,7 | 1,7 | 1,3 | 2,0 | 5,7 | 24,7 |
| 2019/20 | Все клубы                  | Все лиги                                         | 59  | 26 | 21,7 | 50,5 | 33,3 | 58,8  | 4,7  | 2,0 | 0,7 | 0,7 | 2,1 | 1,6 | 9,0  |
| 2019/20 | Маккаби (Тель-Авив)        | Чемпионат Израиля                                | 33  | 21 | 27,6 | 52,6 | 35,3 | 59,4  | 6,3  | 2,7 | 0,9 | 1,0 | 2,1 | 2,2 | 12,9 |
| 2019/20 | Маккаби (Тель-Авив)        | Евролига                                         | 26  | 5  | 14,3 | 43,6 | 27,7 | 55,6  | 2,6  | 1,2 | 0,4 | 0,2 | 2,0 | 0,7 | 4,0  |
| Всего | Всего                      | Всего                                            | 113 | 35 | 17,1 | 47,6 | 30,7 | 55,6  | 3,8  | 1,7 | 0,7 | 0,5 | 1,9 | 1,3 | 7,5  |
| В Евролиге | В Евролиге                 | В Евролиге                                       | 34  | 5  | 12,4 | 43,8 | 31,6 | 60,0  | 2,4  | 0,9 | 0,3 | 0,2 | 1,7 | 0,6 | 4,0  |
| В чемпионате Израиля | В чемпионате Израиля       | В чемпионате Израиля                             | 69  | 22 | 17,6 | 51,4 | 32,8 | 54,1  | 3,8  | 1,6 | 0,6 | 0,6 | 1,9 | 1,3 | 7,6  |
| Наведите курсор мыши на аббревиатуры в заголовке таблицы, чтобы прочесть их расшифровку Статистика приведена с сайта basketball.realgm.com |                            |                                                  |     |    |      |      |      |       |      |     |     |     |     |     |      |